# Miasto kobiet (talk-show)
Miasto kobiet – talk-show emitowany na antenie TVN Style od początku istnienia stacji w roku 2004 do 2015 i ponownie w latach 2021–2022, w którym gospodynie rozmawiały z zaproszonymi gośćmi o poruszających je sprawach. Uznawany za sztandarowy program stacji.

## Historia programu
Wydanie pierwsze zostało nadane 1 sierpnia 2004. Początkowo program był emitowany codziennie o 21:00 i trwał 2 godziny. Zgodnie z pierwszą konwencją zaproszone do studia panie rozmawiały o różnych interesujących je sprawach, a każda z prowadzących odpowiadała za inną część programu. W następnych sezonach formuła magazynu zmieniała się, np. jesienią 2005 wprowadzono cykl Męski punkt widzenia, a gośćmi programu stali się również mężczyźni; z kolei jesienią 2006 odcinek podzielono na trzy części: rozmowę ze zwykłymi ludźmi o ich niezwykłych historiach, wywiad z osobą publiczną i spotkanie tzw. „loży”, czyli osób związanych z mediami. Zmieniały się także pory emisji, liczba premierowych odcinków oraz prowadzące – audycję prowadziły: Joanna Horodyńska, Beata Sadowska, Marzena Rogalska, Anna Czarnecka, Paulina Młynarska, Anna Maruszeczko, Anna Dziewit, Weronika Marczuk oraz Jolanta Pieńkowska. Emisję programu zawieszono w czerwcu 2009.
W okresie świątecznym w grudniu 2010 wyemitowano dwa odcinki. Wiosną 2011 program wrócił na antenę. Początkowo prowadziły go Dorota Wellman i Magda Mołek; jesienią 2011 prowadzącą została Paulina Młynarska, która zastąpiła Mołek. Program miał premierę raz w tygodniu i trwał godzinę. Każdy odcinek składał się z dwóch rozmów (do wiosny 2012 – trzech), podczas których prowadzące rozmawiały na różne tematy zarówno ze znanymi, jak i nieznanymi osobami, od jesieni 2014 zaczęły także być emitowane materiały reporterskie. W grudniu 2015 zakończono realizację magazynu.
Jesienią 2021 Miasto kobiet ponownie wróciło na antenę. Prowadzącymi zostały: Marzena Rogalska, Aleksandra Kwaśniewska i Olga Legosz. Program miał premierę raz w tygodniu i trwał godzinę. W odcinku emitowane były rozmowy z gośćmi w studio, materiały tworzone lub poświęcone osobom znanym w mediach społecznościowych i reportaże. Jesienią 2022 współprowadzącą została Ane Piżl, która zastąpiła Olgę Legosz. Na początku marca 2023 Grupa TVN poinformowała o zakończeniu emisji programu i że w najbliższej przyszłości nie przewiduje jego kontynuacji.